# Zona convettiva

Illustrazione della struttura interna del Sole

La zona convettiva è uno strato interno del Sole e delle stelle, in cui l'energia termica, attraverso i moti convettivi, viene portata negli strati più esterni del corpo celeste, ossia in superficie.
I moti convettivi stellari consistono in movimenti del plasma all'interno della stella, che di solito formano correnti circolari di convezione che riscalda il plasma in discesa, il quale, dopo essere risalito, cede energia all'esterno, raffreddandosi, raddensandosi e riprecipitando verso l'interno. Nel Sole, la zona convettiva occupa il 30% del raggio, e si trova nella parte esterna, a contatto con la superficie. Una volta che il gas incandescente è giunto alla fotosfera, emette fotoni nello spazio.
Stelle con temperature più basse del Sole, come le nane rosse, possiedono una zona convettiva che occupa per intero lo strato tra il nucleo e la superficie; stelle di grandezza media, come il Sole, hanno una zona convettiva a contatto con la superficie, mentre lo strato superiore al nucleo è in equilibrio radiativo. In entrambi tipi di stelle non vi è mescolanza tra il nucleo e i prodotti di fusione accumulati. Le stelle con massa superiore a 1,1 masse solari sfruttano un processo nucleare differente nel loro nucleo, chiamato ciclo CNO (Carbonio-Azoto-Ossigeno); questo processo è molto sensibile alla temperatura, così il nucleo forma una zona di convezione che rimescola il "combustibile" con i prodotti di reazione. La zona convettiva in queste stelle è sovrastata dalla zona radiativa, che invece è in equilibrio termico, e nessun movimento di materia si può verificare.